# Spirit (альбом Джуэл)
Spirit — второй студийный альбом американской певицы Джуэл (Джуэл Килчер), который вышел 17 ноября 1998 года на лейбле Atlantic Records. Синглы включают «Hands», «Down So Long» и новую версию «Jupiter», а также ремикс на «What’s Simple Is True» для рекламы дебютного фильма Джуэл «Ride with the Devil». Кроме того, в музыкальных магазинах появился однотрековый CD с концертной версией «Life Uncommon» в надежде собрать деньги и привлечь внимание к проблеме Habitat for Humanity.
Альбом получил смешанные и положительные отзывы от музыкальных критиков. Spirit дебютировал на третьем месте в Billboard 200, с продажами 368 000 копий за первую неделю. В дальнейшем альбом разошёлся тиражом 3,7 миллиона экземпляров в Соединённых Штатах и был сертифицирован как платиновый Ассоциацией звукозаписывающей индустрии Америки (RIAA).

## Отзывы
| Оценки критиков      | Оценки критиков |
| Источник             | Оценка          |
| -------------------- | --------------- |
| AllMusic             | [ 6 ]           |
| American Songwriter  | [ 7 ]           |
| Entertainment Weekly | B−              |
| The Guardian         | [ 9 ]           |
| Los Angeles Times    | [ 10 ]          |
| NME                  | 1/10            |
| Q                    | [ 12 ]          |
| Rolling Stone        | [ 13 ]          |
| Spin                 | 4/10            |
| USA Today            | [ 15 ]          |

Альбом получил в целом смешанные и положительные отзывы. Дэвид Браун из Entertainment Weekly написал об альбоме: «Своим мягким голосом и убаюкивающими припевами Джуэл заставляет социальные и политические проблемы мира смириться. Но при этом она непреднамеренно усугубляет проблему, поскольку её медовый фолк-музыкальный фон заставляет вопросы жизни и смерти казаться более благостными и менее тревожными, чем они есть на самом деле. Джуэл действительно перенесла актуальные народные песни в современную эпоху: Она делает из самодовольных бунтарей». Роб Шеффилд из Rolling Stone считает, что, хотя «искренние чувства Джуэл имеют свою привлекательность во времена перегрузки иронией», она «проводит большую часть Spirit, напрягаясь для грандиозных заявлений о смысле жизни».
Джон Парелес из The New York Times сравнил вокальные манеры Джуэл в альбоме с манерами Джони Митчелл, Стиви Никс, Майкла Стайпа и Рики Ли Джонс, добавив, что «половина песен… достигает потусторонней нежности, искупая тексты изяществом музыки». Венди Брандес из CNN высоко оценила вокал Джуэл в альбоме, но добавила: «В фанковой, обвинительной „Who Will Save Your Soul“ в первом альбоме Джуэл опустилась до рыка, чтобы спросить: „Кто спасёт твою душу после лжи, которую ты сказал, мальчик“. Такие песни новой коллекции, как „Hands“ и „Kiss the Flame“, напротив, представляют собой приятные фолк-конфеты, которые не выделяются ни музыкально, ни лирически».
Стивен Томас Эрлевайн из AllMusic заявил, что «Вышедший спустя почти четыре года после сверхуспешного дебютного Pieces of You, альбом Spirit заметно отличается от своего предшественника (но при этом узнаваем), во многом благодаря глянцевому, радио-хитовому продакшну Патрика Леонарда. Здесь нет ни одной неровности, из-за которой пришлось перезаписывать Pieces of You — покрытый мягкими гитарами и ненавязчивыми клавишными, каждый трек кажется хит-синглом на взрослом альтернативном поп-радио. Если производство изменилось, то основные чувства, лежащие в основе музыки, не изменились — по сути, Spirit — это та же пластинка, что и Pieces of You, с теми же милыми мелодиями и наивной поэзией. Даже если в нём нет таких выделяющихся песен, как „Who Will Save Your Soul“, это более последовательный альбом, даже если тексты часто поражают своей наивностью для женщины 24 лет, особенно в лид-сингле „Hands“. Но даже если Spirit — более сильный, более слушабельный альбом, чем его предшественник, большая часть неуклюжего очарования Pieces of You была убрана — это означает, что даже если она обращается к той же аудитории, что и раньше, некоторые из её первых поклонников могут обнаружить, что она теперь слишком хитрая в своих атаках, чтобы по-настоящему увлечься».

## Список композиций
Слова и музыка всех песен — Джуэл Килчер, кроме указанных..
| №   | Название                                             | Автор(ы)                           | Длительность |
| --- | ---------------------------------------------------- | ---------------------------------- | ------------ |
| 1.  | «Deep Water»                                         |                                    | 4:16         |
| 2.  | «What's Simple Is True»                              |                                    | 3:34         |
| 3.  | «Hands»                                              | Kilcher Patrick Leonard            | 3:54         |
| 4.  | «Kiss the Flame»                                     |                                    | 3:17         |
| 5.  | «Down So Long»                                       |                                    | 4:13         |
| 6.  | «Innocence Maintained»                               |                                    | 4:08         |
| 7.  | «Jupiter»                                            |                                    | 4:18         |
| 8.  | «Fat Boy»                                            |                                    | 2:54         |
| 9.  | «Enter from the East»                                |                                    | 4:02         |
| 10. | «Barcelona»                                          |                                    | 3:53         |
| 11. | «Life Uncommon»                                      |                                    | 4:56         |
| 12. | «Do You»                                             |                                    | 4:21         |
| 13. | «Absence of Fear» (hidden track: "This Little Bird") | hidden track by John D. Loudermilk | 7:25         |

| №   | Название                         | Длительность |
| --- | -------------------------------- | ------------ |
| 14. | «Who Will Save Your Soul» (Live) | 3:29         |

| №  | Название                  | Длительность |
| -- | ------------------------- | ------------ |
| 1. | «Down So Long»            | 5:24         |
| 2. | «What's Simple Is True»   | 3:54         |
| 3. | «Foolish Games»           | 4:34         |
| 4. | «Do You»                  | 4:17         |
| 5. | «Who Will Save Your Soul» | 5:05         |

| №   | Название                                                                                         | Автор(ы)            | Длительность |
| --- | ------------------------------------------------------------------------------------------------ | ------------------- | ------------ |
| 14. | «This Little Bird»                                                                               | Loudermilk          |              |
| 15. | «Hands» (Single remix)                                                                           | Kilcher Leonard     |              |
| 16. | «Down So Long» (Single Remix)                                                                    |                     |              |
| 17. | «Jupiter» (Single - Alternate Version)                                                           |                     |              |
| 18. | «What's Simple Is True» (Soundtrack Version)                                                     |                     |              |
| 19. | «You Were Meant For Me» (Live 2 Meter Sessions At VARA Studio, Netherlands – October 16, 1996)   | Kilcher Steve Poltz |              |
| 20. | «Who Will Save Your Soul» (Live 2 Meter Sessions At VARA Studio, Netherlands – October 16, 1996) |                     |              |

| №   | Название                                                                                             | Автор(ы)        | Длительность |
| --- | --- | --------------- | ------------ |
| 1.  | «Down So Long» (Live At Colegio Oficial de Medicos de Madrid, Spain – February 11th 1999)            |                 |              |
| 2.  | «What's Simple Is True» (Live At Colegio Oficial de Medicos de Madrid, Spain – February 11th 1999)   |                 |              |
| 3.  | «Foolish Games» (Live At Colegio Oficial de Medicos de Madrid, Spain – February 11th 1999)           |                 |              |
| 4.  | «Do You» (Live At Colegio Oficial de Medicos de Madrid, Spain – February 11th 1999)                  |                 |              |
| 5.  | «Who Will Save Your Soul» (Live At Colegio Oficial de Medicos de Madrid, Spain – February 11th 1999) |                 |              |
| 6.  | «Innocence Maintained» (Live At Wheeler Opera House, Aspen, CO – January 22, 1999)                   |                 |              |
| 7.  | «Fat Boy» (Live At Shepherd’s Bush Empire, London, UK – November 14, 1997)                           |                 |              |
| 8.  | «Deep Water» (Live At Fox FM Studios, Melbourne, Australia – February 25, 1999)                      |                 |              |
| 9.  | «Enter From The East» (Solo Acoustic Outtake)                                                        |                 |              |
| 10. | «The Sue Lee Song» (Demo)                                                                            |                 |              |
| 11. | «Hands» (Studio Outtake)                                                                             | Kilcher Leonard |              |
| 12. | «Songs of Freedom» (Studio Outtake)                                                                  |                 |              |
| 13. | «Last Dance Rodeo» (Home Boombox Demo)                                                               |                 |              |
| 14. | «Wandering» (Demo)                                                                                   |                 |              |
| 15. | «Gloria» (Demo)                                                                                      |                 |              |
| 16. | «Barcelona» (Live At Reunion Arena, Dallas, TX – July 9, 1999)                                       |                 |              |
| 17. | «Down» (Live At Woodstock ’99, Rome, NY, July 25, 1999)                                              |                 |              |
| 18. | «Beeswax Operetta» (Studio Outtake)                                                                  |                 |              |

## Чарты
| Чарт (1998—1999)                  | Высшая позиция |
| --------------------------------- | -------------- |
| Австралия (ARIA)                  | 5              |
| Австрия (Ö3 Austria)              | 48             |
| Канада (RPM Top Albums/CDs)       | 2              |
| Канада (Canadian Albums Chart)    | 6              |
| Нидерланды (Album Top 100)        | 16             |
| European Albums (Music & Media)   | 79             |
| Франция (SNEP)                    | 52             |
| Германия (Offizielle Top 100)     | 42             |
| Япония, Japanese Albums (Oricon)  | 35             |
| Новая Зеландия (RMNZ)             | 4              |
| Шотландия (Scottish Albums Chart) | 85             |
| Швеция (Sverigetopplistan)        | 53             |
| Швейцария (Schweizer Hitparade)   | 32             |
| Великобритания (UK Albums Chart)  | 54             |
| США (Billboard 200)               | 3              |

| Чарт (1999)                   | Позиция |
| ----------------------------- | ------- |
| Australian Albums (ARIA)      | 21      |
| Canadian Top Albums/CDs (RPM) | 53      |
| Dutch Albums (Album Top 100)  | 92      |
| New Zealand Albums (RMNZ)     | 24      |
| US Billboard 200              | 13      |

## Сертификации
| Регион                                                      | Сертификация  | Продажи    |
| ----------------------------------------------------------- | ------------- | ---------- |
| Австралия (ARIA)                                            | 3× Платиновый | 210 000^   |
| Япония (RIAJ)                                               | Золотой       | 100 000^   |
| Нидерланды (NVPI)                                           | Золотой       | 50 000^    |
| Новая Зеландия (RMNZ)                                       | Платиновый    | 15 000^    |
| Великобритания (BPI)                                        | Серебряный    | 60 000^    |
| США (RIAA)                                                  | 4× Платиновый | 4 000 000^ |
| ^ Данные о тиражах приведены только на основе сертификации. |               |            |